# Chansons de geste
Chansons de geste so francoski srednjeveški junaški epi.
Vrh srednjeveške junaške epike se ujema z obdobjem razvitega visokega fevdalizma okoli leta 1100. Najpomembnejši primer te epike so francoske pesmi o junaških dejanjih imenovane chansons de geste. To je skupno ime za okoli 80 epskih besedil, ki opevajo junake in dogodke francoske zgodovine v 8. in 9. stoletju, to je predvsem iz časa Karla Velikega, njegovega fevdalnega okolja in naslednikov. Motivi so deloma zgodovinski, deloma pa domišljijsko predelani. Temeljne ideje te epike so fedalne in krščanske: zvestoba Bogu, cerkvi in suverenu (fevdalnemu gospodu). Verzi se povezujejo z asonanco, pozneje tudi z rimo; prvotni verz je deseterec, pozneje tudi dvanajsterec (aleksandrinec). Več verzov pa se sestavlja v kitice različnih dolžin.
Izvor chansons de geste ni povsem pojasnen. Ohranjeni teksti so iz 11. do 13. stoletja. Po mnenju raziskovalcev iz 19. st. so nastali iz krajših junaških pesmi kantilen (kantilena iz lat. cantilena v pomenu pesmica, popevka, lažja umetna pesem), ki so se stoletja ohranjale ustno, nastale so med ljudstvom, iz ljudskega duha. V nasprotju s to teorijo, ki ne more dokazati obstoja kantilen, vidijo novejši raziskovalci v teh epih delo kleriških avtorjev, ki so v romarskih središčih z relikvijami francoskih junakov na osnovi kronik in legend oblikovali večje epske celote. Nato so chansons de geste prenašali poklicni potojoči pevci in z njimi zabavali plemstvo pa tudi ljudi na vaških in mestnih sejmih. 
Chansons de geste se običajno deli na več ciklov: cikel Karla Velikega, cikel Guillauma d'Orange in cikel Doona de Mayence. Najpomembnejši ep prvega cikla in sploh vse te epike je Pesem o Rolandu.